# تلول الحبيبية
تلول الحبيبية تسمية حديثة لتلول أثرية، تقع إلى الشرق من قناة الجيش وعلى حوالي عشرة كيلو مترات من الباب الشرقي ونهر دجلة. وفي المنطقة المسماة الحبيبية، وتفصلها عن حدود مدينة الصدر (مدينة الثورة سابقاً) سكة حديد بغداد-كركوك، والتي كان بقربها محطة قطار الثورة وهو خط نقل داخلي انطلق بعد إلغاء خط سكة كركوك. وتنتشر على بعض هذه التلول القبور الحديثة، وبجوار بعضها الآخر معامل الطابوق، تحولت من سنة 1978_1981م إلى مقالع لصنع الطابوق. تمتد هذه التلول على شكل مستوطن واسع يصل طوله حوالي كيلو مترين، يتكون من ستة عشر تلاً متفاوتة المساحة والشكل والارتفاع من بينها:
- تل الغريري
- تل النص
- تل أبو جبنة

أما معالم أنهار الري القديمة فلا تزال منتشرة في المنطقة منذ أزمان بعيدة وحتى العصر العباسي. فكان يخترقها نهر بين في طسوج كلواذى الذي يأخذ ماءه من الجانب الأيمن لنهر النهروان، ومنذ شهر تشرين الأول سنة 1978م، بدأتْ دائرة الآثار العراقية بالتنقيب والصيانة، وتبين من فحص اللقى والآثار الجصية المزخرفة أو الملونة وبقايا الأبنية في تل الغريري، انها ترقى إلى العصر العباسي الأول في القرنين الثاني والثالث للهجرة (الثامن والتاسع للميلاد) وتل آخر سبقت العصر الإسلامي، إلى القرون الأولى للميلاد، وعثر على مسكوكة فضية تعود إلى أحد الملوك الفرثيين.